# Tournefortia ovata
Tournefortia ovata är en strävbladig växtart som beskrevs av Nathaniel Wallich och George Don jr. Tournefortia ovata ingår i släktet Tournefortia och familjen strävbladiga växter. Inga underarter finns listade i Catalogue of Life.